# Ayah Moaataz
Ayah Moaataz (1997) és una jugadora d'escacs egípcia que té el títol de Mestre Internacional Femení des del 2013.
A la llista d'Elo de la FIDE del gener de 2016, hi tenia un Elo de 2028 punts, cosa que en feia la jugadora número 4 i número 238 absolut (en actiu) d'Egipte. El seu màxim Elo va ser de 2022 punts, a la llista del novembre de 2014.

## Resultats destacats en competició
El 2013 fou subcampiona del Campionat d'escacs de l'Àfrica per darrere de Shrook Wafa i que li significà poder participar en el Campionat del món femení de 2015 a Sotxi, on fou eliminada a la primera ronda per la GM Humpy Koneru. El febrer de 2014 fou campiona d'Egipte al Caire amb 8½ ounts de 9.
Moaataz ha participat, representant Egípcia, en l'Olimpíada d'escacs de 2014, amb un resultat de (+5 =3 –3), per un 59,1% de la puntuació i amb una performance de 2023.